# Dramiće
Dramiće (en serbe cyrillique : Драмиће) est un village de Serbie situé sur le territoire de la Ville de Novi Pazar, district de Raška. Au recensement de 2011, il comptait 53 habitants.

## Démographie
| 1948 | 1953 | 1961 | 1971 | 1981 | 1991 | 2002 | 2011 |
| ---- | ---- | ---- | ---- | ---- | ---- | ---- | ---- |
| 233  | 245  | 291  | 266  | 164  | 139  | 80   | 53   |

|  |